# Rotrücken-Mausvogel

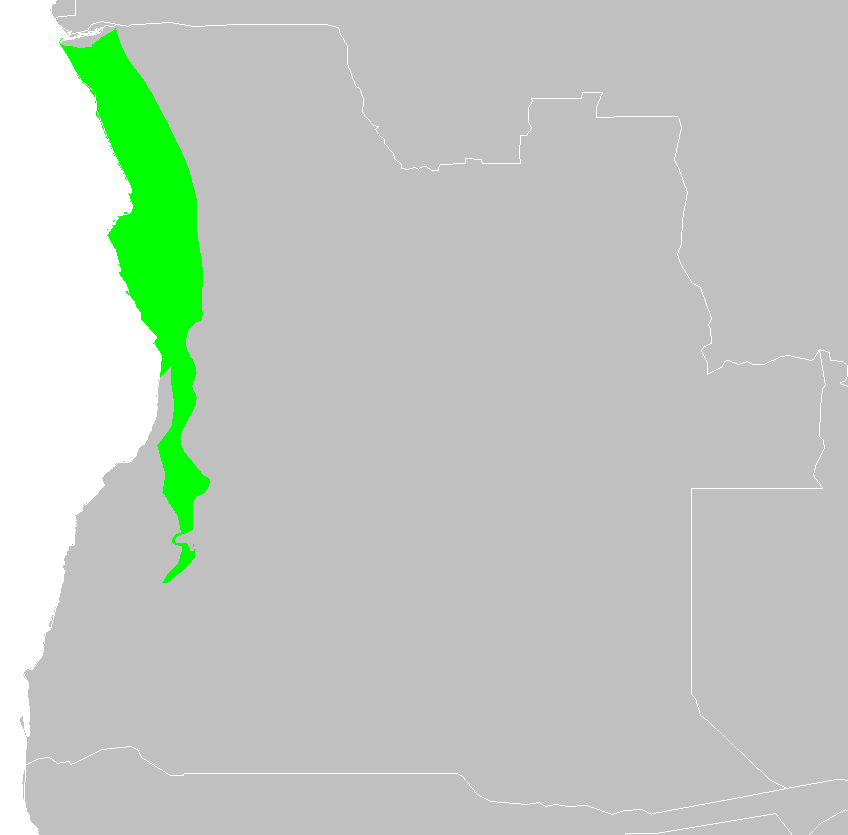
Verbreitungskarte

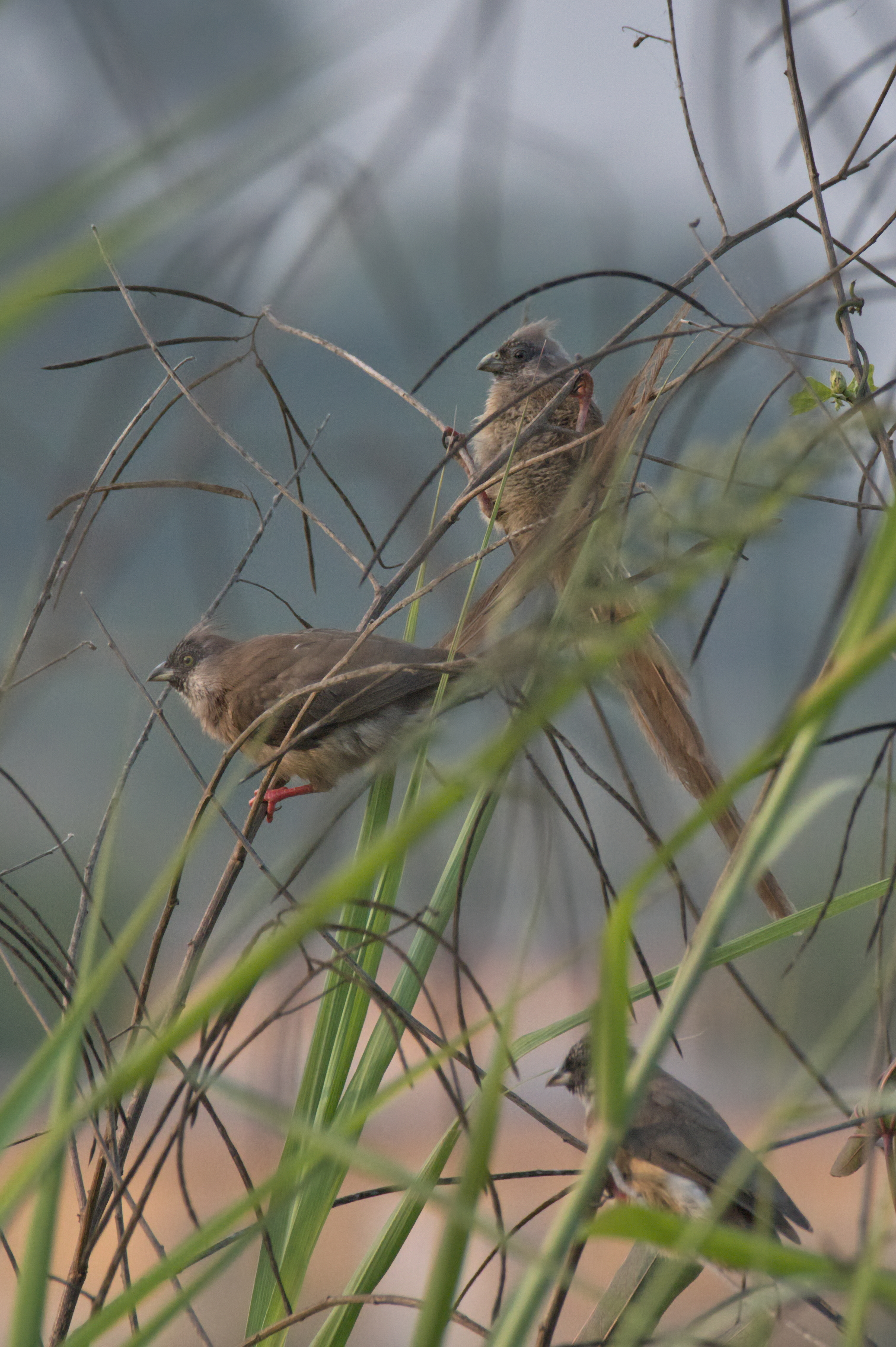
Rotrücken-Mausvögel

Der Rotrücken-Mausvogel (Colius castanotus) ist eine afrikanische Vogelart aus der Familie der Mausvögel.
Der Vogel kommt in Angola und in der Demokratischen Republik Kongo vor.
Der Lebensraum umfasst dichten Wald, Sekundärwald, offene baumbestandene Flächen, Waldränder und Galeriewald, gerne Savanne mit Wolfsmilchgewächsen bis 2000 m Höhe.
Die Art ist Standvogel.
Das Artepitheton kommt von altgriechisch κάστανον kastanon, deutsch ‚Kastanie‘ und altgriechisch νῶτον nōton, deutsch ‚Rücken‘.
Die Art ist monotypisch.

## Beschreibung
Der Rotrücken-Mausvogel ist 30 bis 38 cm groß und wiegt zwischen 39 und 82 g. Gesicht und Stirn sind schwarz mit weißlich-grauen Federspitzen, Haube, übriger Kopf, Rumpf und Flügel sind braun mit einem hellen kastanienfarbenen Fleck auf dem Rücken, der braune Schwanz ist lang und gestuft. Die Kehle ist grau, die Unterseite graubraun, mit leichtem Weinrot auf der Brust. Die Schnabelspitze ist schwarz, am Schnabelfirst grau, der Unterschnabel ist weißlich, die Füße sind rot. Die Iris ist in der oberen Hälfte gelb, sonst blasser und grüner.
Vom ähnlichen Braunflügel-Mausvogel (Colius striatus) unterscheidet die Art sich durch die kastanienbraune Fiederung auf der Oberseite und das Fehlen einer Bänderung.
Jungvögel sind matter gefärbt, die Flügeldecken haben blassbraune Ränder, der Schnabel ist oben grünlich, unten dunkel, die Iris ist dunkelbraun.

## Stimme
Der Ruf des Männchens wird als "chee chee chee" beschrieben wie beim Braunflügel-Mausvogel (Colius striatus). Futtersuchende Schwärme zwitschern fast ständig in hohen Tönen.

## Lebensweise
Die Art ernährt sich überwiegend von Früchten, oft Papaya, Bananen, Mango, Feigen, auch von Blüten und grünen Blättern. Mitunter treten Schwärme zusammen mit dem Rotzügel-Mausvogel (Urocolius indicus) auf.
Gebrütet werden kann das ganze Jahr über, hauptsächlich im Dezember und Januar. Das Nest ist schalenförmig, relativ groß, bevorzugt in dichtem Bewuchs in 3 bis 4 m Höhe in einem Baum. Das Gelege besteht aus 1 bis 4 weißlichen Eiern, beide Elternvögel brüten.

## Gefährdungssituation
Die Art gilt als nicht gefährdet (Least Concern).